# Sweetwater (Tennessee)
Sweetwater is een plaats (city) in de Amerikaanse staat Tennessee, en valt bestuurlijk gezien onder McMinn County en Monroe County.

## Demografie
Bij de volkstelling in 2000 werd het aantal inwoners vastgesteld op 5586.
In 2006 is het aantal inwoners door het United States Census Bureau geschat op 6314, een stijging van 728 (13,0%).

## Geografie
Volgens het United States Census Bureau beslaat de plaats een oppervlakte van
17,9 km², geheel bestaande uit land. Sweetwater ligt op ongeveer 298 m boven zeeniveau.

## Plaatsen in de nabije omgeving
De onderstaande figuur toont nabijgelegen plaatsen in een straal van 20 km rond Sweetwater.